# Anolis pumilus
Anolis pumilus är en ödleart som beskrevs av Garrido 1988. Anolis pumilus ingår i släktet anolisar, och familjen Polychrotidae. Inga underarter finns listade i Catalogue of Life.